# Leźno
Leźno is een plaats in het Poolse district  Kartuski, woiwodschap Pommeren. De plaats maakt deel uit van de gemeente Żukowo en telt 1354 inwoners.